# John James Shepherd
John James Shepherd (Bicknor, Kent, 2 de juny de 1884 – Aston, Herefordshire, 9 de juliol de 1954) va ser un esportista anglès que va competir a primers del segle xx. Especialista en el joc d'estirar la corda, guanyà tres medalles en aquesta competició en tres edicions diferents dels Jocs Olímpics.
El 1908, a Londres, i el 1920, a Anvers, guanyà la medalla d'or en la prova de joc d'estirar la corda, mentre el 1912, a Estocolm, guanyà la plata en aquesta mateixa competició.